# Edoardo Verde
Edoardo "Dino" Verde född 13 juli 1922 i Neapel död 1 februari 2004 i Rom, italiensk sångtextförfattare manusförfattare och regissör. 

## Filmmanus i urval
- 1960 - Anonima cocottes

## Regi
- 1963 - Scanzonatissimo